# Grote Orde van Kiribati
De Grote Orde van Kiribati ("Ana Tokabeti Kiribati") is een Kiribatische ridderorde die in 1989 ingesteld werd.
De orde heeft een enkele graad en een eenvoudig kleinood in de vorm van een ronde gouden medaille met een geschubde rand die uit tal van driehoeken met daarachter golven bestaat. Op de medaille staat een rustende vogel afgebeeld met de tekst "Ana Tokabeti Kiribati". De medaille is met een gouden gesp aan een lint in de kleuren geel-blauw-wit-rood-wit-blauw-geel verbonden.
Men draagt de medaille op de linkerborst.